# Historia Bydgoszczy (1466–1655)
Historia Bydgoszczy w latach 1466–1655 – obejmuje historię Bydgoszczy w latach 1466–1655.

## Staropolskie miasto handlowe

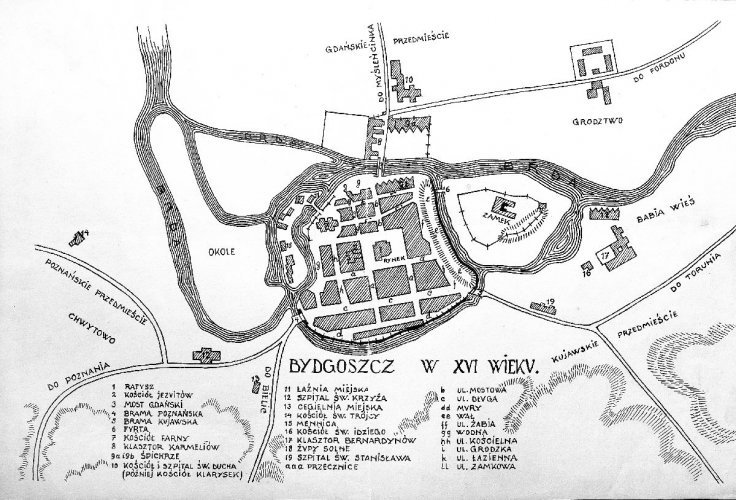
Rekonstrukcja planu Bydgoszczy z XVI–XVII w.

Szczególny okres rozwoju miasta Bydgoszczy przypada na II połowę XV i cały XVI wiek. Rozwój ten wynikał przede wszystkim ze wzrostu roli handlu w życiu gospodarczym, a zwłaszcza handlu spławnego, do czego miasto miało wyśmienite położenie nad Brdą i Wisłą.

## Rozwój handlu spławnego
Pod względem handlowym Bydgoszcz po wojnie trzynastoletniej stała się faktorią portu gdańskiego. Żywe były kontakty między kupiectwem obu miast. Kupców gdańskich często można było spotkać w Bydgoszczy, gdzie posiadali własne spichlerze. Ożywioną wymianę korespondencji prowadziły rady miejskie obu ośrodków.
Począwszy od XV wieku Bydgoszcz stała się centrum handlu zbożowego dla północnej Wielkopolski. Tamtejsi kupcy, jeszcze w początku XV w. utrzymujący bezpośrednie kontakty z Gdańskiem drogami lądowymi przez Nakło, Tucholę, i Świecie, coraz rzadziej pojawiali się w Gdańsku, za to częściej w Bydgoszczy, gdyż bardziej opłacalne dla nich było sprzedawanie zboża szyprom rzecznym, niż transportowanie go błotnistymi drogami daleko do Gdańska.
W 1487 r. powstał w Bydgoszczy rzadki w kraju cech szyprów, który zrzeszał żeglarzy zajmujących się transportem rzecznym na Brdzie i Wiśle. Był to jeden z najważniejszych bydgoskich cechów zawodowych, bardzo rzadko spotykany w miastach poza Prusami Królewskimi. Później powstał jeszcze bliźniaczy cech sterników i pomagrów, niezależnie od wielu cechów rzemieślniczych spotkanych również w innych miastach.
Władze miejskie w okresie XV, XVI i XVII wieku podejmowały nieprzerwanie starania o przywileje królewskie związane ze spławem i zachowaniem wolności żeglugi na Wiśle, rozumiejąc wagę tego procederu dla egzystencji miasta. W kronice burmistrza Bydgoszczy Wojciecha Łochowskiego z XVII w. zachował się memoriał władz miejskich, w których stwierdza się, że ze względu na położenie na gorszych gruntach i słabe zasiedlenie okolicy (porośniętej lasami) Bydgoszcz nie mogłaby opierać swej gospodarki na rolnictwie, targach i jarmarkach.
Przywilejów królewskich dla Bydgoszczy z czasem uzbierało się sporo w zakresie nie ustępującym np. miastom kupieckim Prus Królewskich.
Przywileje dotyczące handlu spławnego uzyskane przez mieszczan bydgoskich:

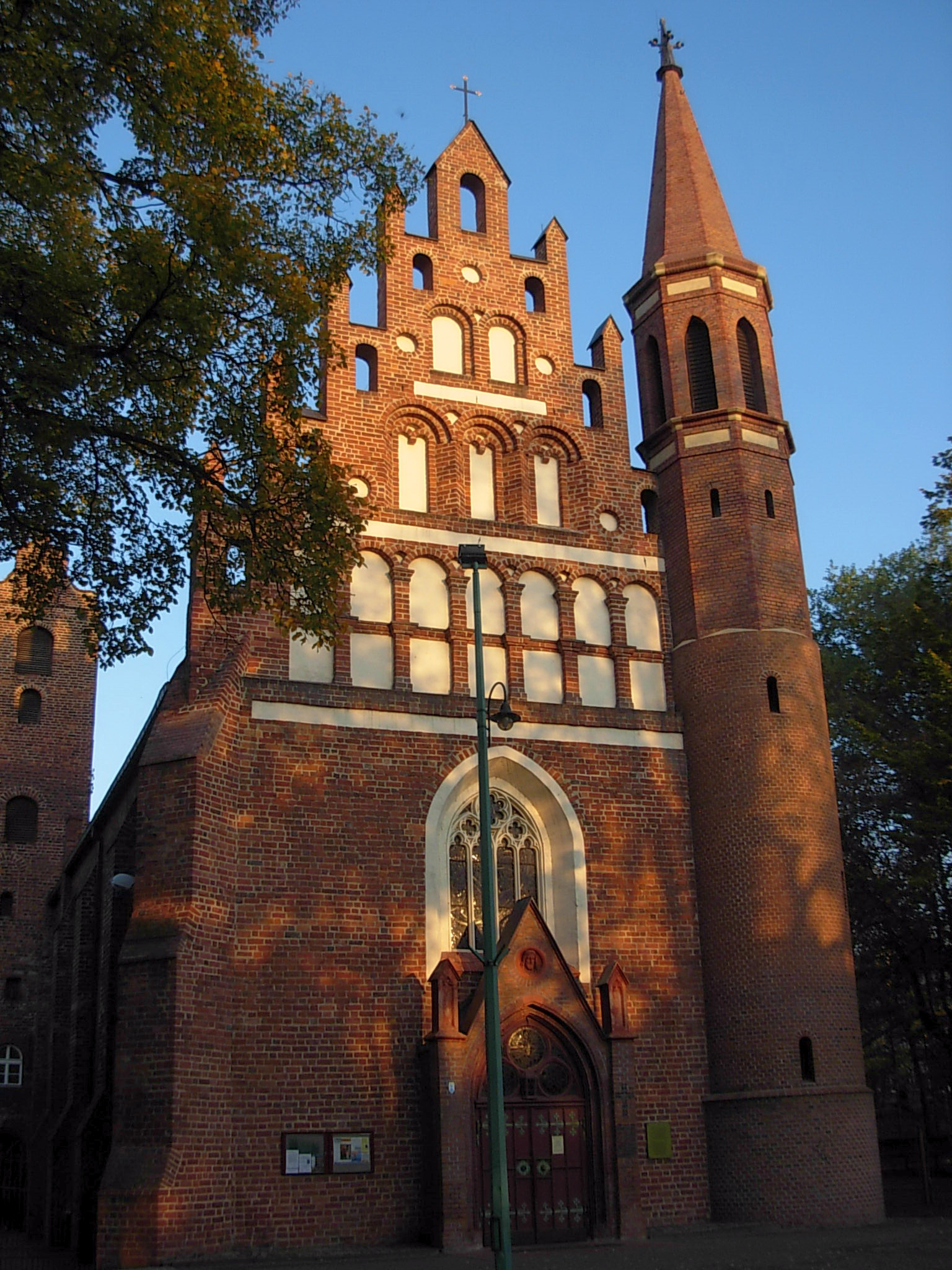
Kościół pobernardyński (1552 r.) obecnie

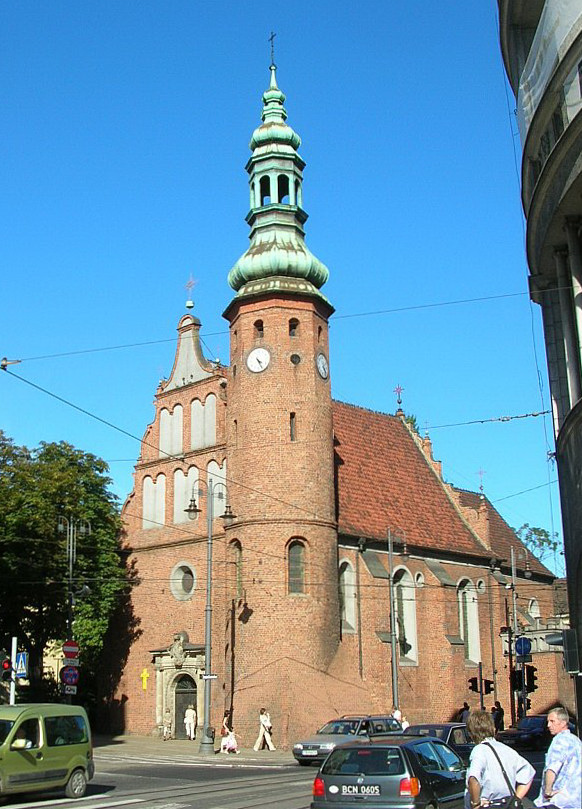
Kościół Klarysek (1582 r., nawa 1615 r.)

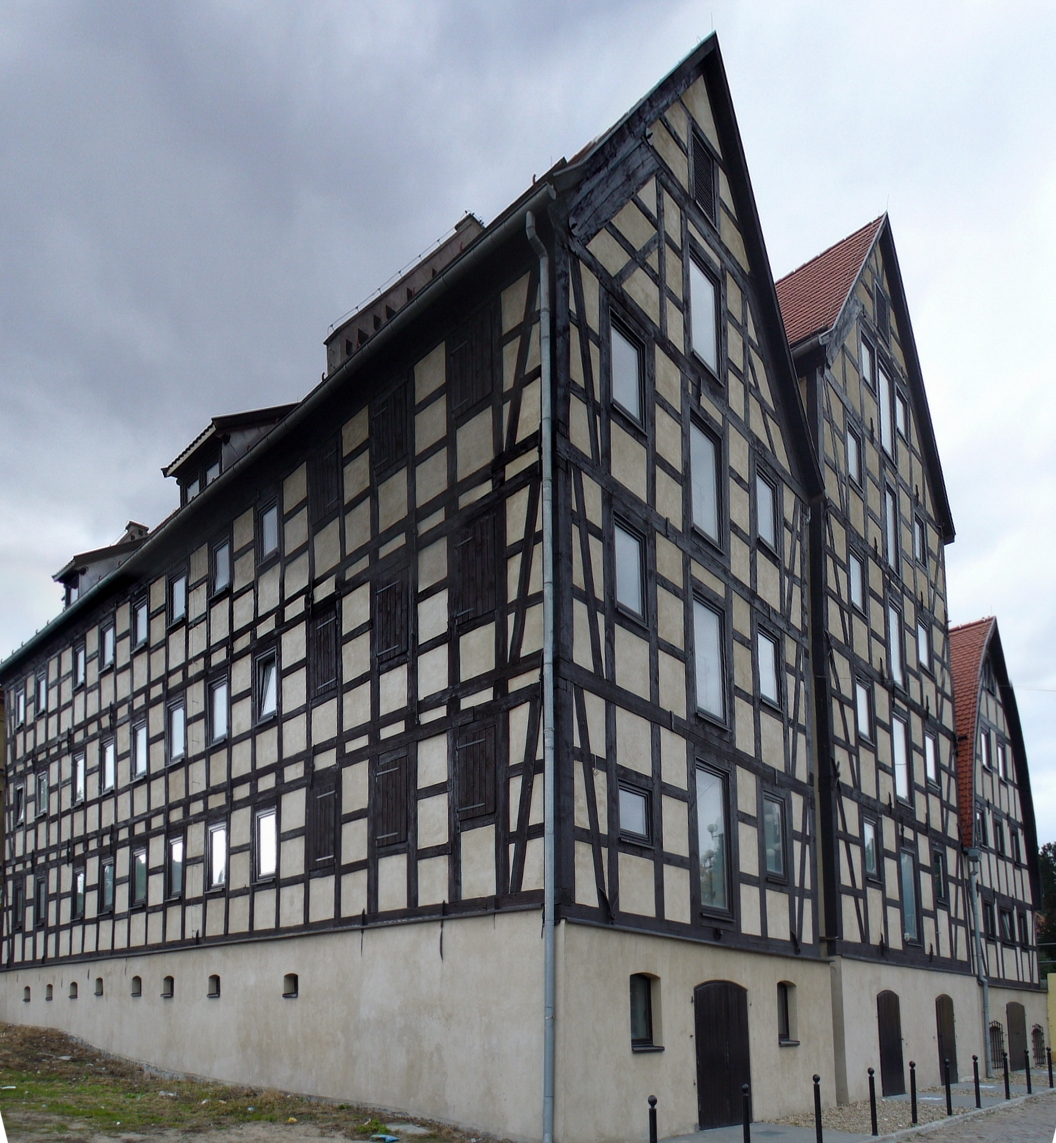
Zachowane spichrze zbożowe w Bydgoszczy

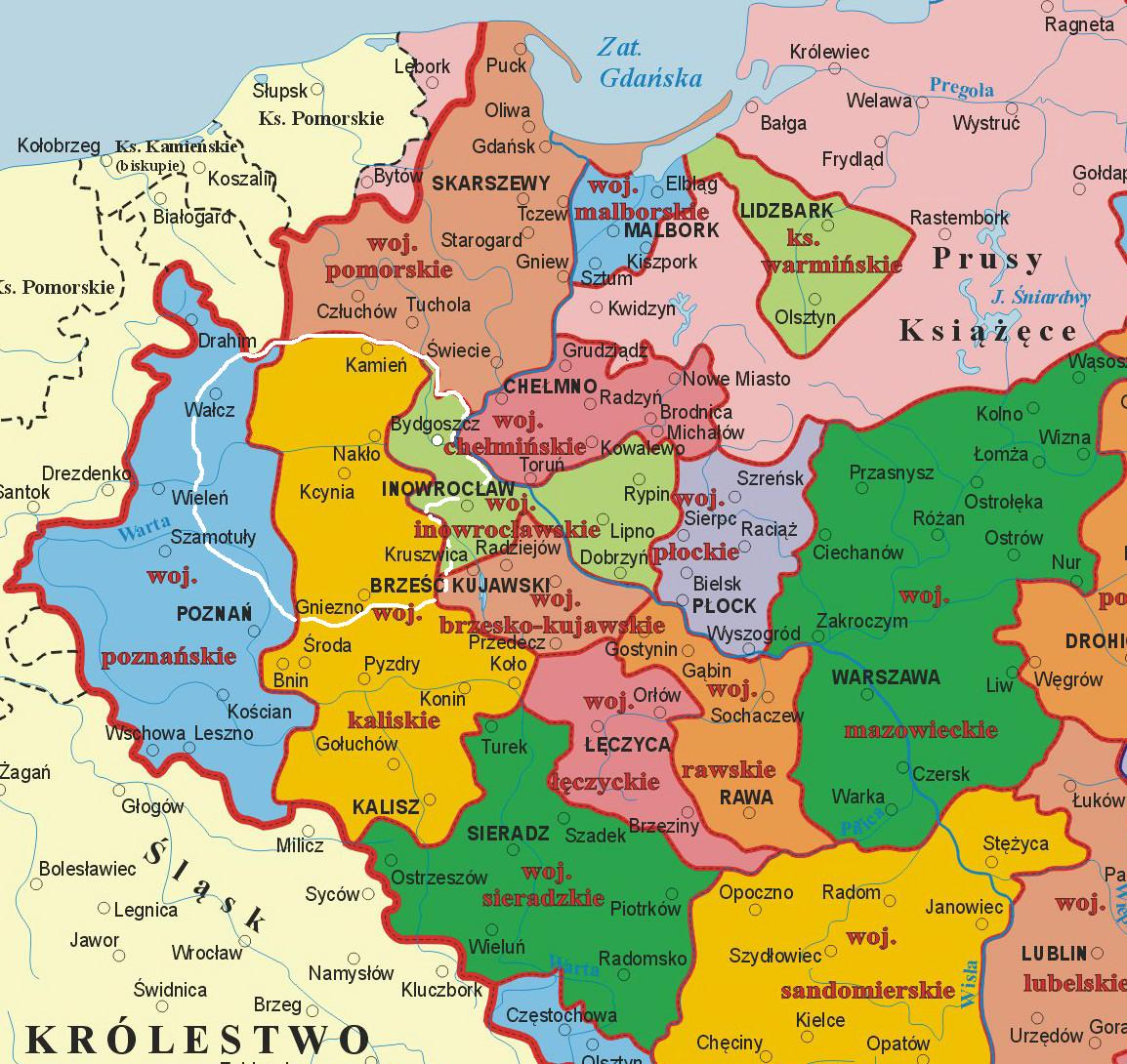
Obszar, z którego w XVI–XVII w. zwożono zboże (z majątków szlacheckich, królewskich i kościelnych) do Bydgoszczy w celu spławiania do Gdańska

| Nr | Rok nadania      | Król nadający przywileje    | Treść |
| 1. | 19 kwietnia 1346 | Kazimierz III Wielki        | prawo prowadzenia swobodnego handlu spławnego na Brdzie w miejskim akcie lokacyjnym Bydgoszczy |
| 2. | 1484             | Kazimierz Jagiellończyk     | potwierdzenie prawa uprawiania handlu spławnego na Brdzie oraz na Wiśle |
| 3. | 13 stycznia 1502 | Aleksander Jagiellończyk    | zwolnienie z ceł od towarów transportowanych w drodze powrotnej z Gdańska (nadal płacono cło od towarów spławianych do Gdańska)                                                                                                 |
| 4. | 3 marca 1557     | Zygmunt August              | prawo spławiania do Gdańska soli importowanej (ruskiej), gdy zabrakło w żupie bydgoskiej soli krajowej |
| 5. | 3 marca 1577     | Stefan Batory               | przywilej pobierania przez mieszczan części drewna spławianego Brdą do Wisły z przeznaczeniem na naprawę mostów |
| 6. | 8 marca 1595     | Zygmunt III Waza            | zakaz stawiania spichrzów szlacheckich poza granicami miasta na gruntach królewskich nad Brdą i Wisłą (przywilej miał służyć ochronie interesów handlowych mieszczan bydgoskich)                                                |
| 7. | 5 marca 1637     | Władysław IV Waza           | prawo pobierania opłat od obcych szyprów (spoza Bydgoszczy) spławiających towary Brdą, na odcinku od Bydgoszczy do ujścia rzeki do Wisły (ograniczenie nie dotyczyło szlachty, która mogła spławiać zboże na własnych statkach) |
| 8. | 12 kwietnia 1673 | Michał Korybut Wiśniowiecki | zwolnienie z ceł od piwa i wyrobów garncarskich na komorze celnej w Fordonie |

## Rola Bydgoszczy w ostatniej wojnie z zakonem krzyżackim
Okres po 1466 r., gdy złamana została potęga zakonu krzyżackiego był spokojniejszy dla Bydgoszczy pod względem politycznym.
W latach 1510 i 1511 odbyły się w Bydgoszczy dwa Sejmy, w których uczestniczył król Zygmunt Stary. Kolejny sejm walny obradował w kole obozowym pod Bydgoszczą w listopadzie 1520 r. podczas ostatniej wojny z zakonem krzyżackim.
Zebrane pod miastem pospolite ruszenie, zanim wyruszyło do walki wymogło na królu wysłuchanie jego postulatów. Król został zmuszony pozostać w Bydgoszczy ponad miesiąc i wysłuchać żądań szlachty. Ostatecznie 7 grudnia 1520 r. Sejm uchwalił pogłówne na cele wojenne, a król zobowiązał się do przeprowadzenia reformy państwa.
Na Sejmie tym sklasyfikowano m.in. dla celów podatkowych najludniejsze i najbogatsze miasta Rzeczypospolitej. Na sejmowej liście Bydgoszcz zajmowała pierwsze miejsce na macierzystych Kujawach i piąte w rozległym regionie obejmującym Wielkopolskę, Mazowsze, Ziemie: Dobrzyńską, Sieradzką, i Wieluńską. Liczba mieszkańców Bydgoszczy wynosiła wtedy ok. 3 tysięcy.
Wyróżniono również piwo bydgoskie, które uznano za jedno z sześciu piw krajowych, które można było eksportować za granicę.
Król Zygmunt Stary zapisał się w historii Bydgoszczy m.in. wydaniem zgody na budowę wodociągów miejskich (1523 r.), które przetrwały aż do XIX w. oraz nakazem stawiania budynków murowanych (1546 r.), co spowodowało, że na początku XVII w. kronikarze bernardyńscy stwierdzili, że „całe miasto jest murowane i dachówkami ceramicznymi pokryte”.

## Reformacja w Bydgoszczy
Za panowania króla Zygmunta Augusta pomyślnie rozwijała się w Bydgoszczy reformacja, jednakże miasto nigdy nie utraciło swego generalnie katolickiego oblicza. W okresie 1550–1575 powstały dwa zbory innowiercze: kalwiński i braci czeskich. Kontrreformacja dała znać o sobie już ok. 1575 r. Król Stefan Batory, a po nim Zygmunt Waza kierowali do Bydgoszczy nakazy „strzeżenia miasta przed heretykami”. Do 1582 r. zamknięto zbór kalwiński, a w 1625 r. został zamknięty na żądanie jezuitów zbór czesko-braterski na Miedzyniu Wielkim. Wtedy właśnie (1627 r.) zaczął obowiązywać zakaz sprowadzania innowierców do miasta, który wydał król Zygmunt III Waza. Odtąd wyznawcy protestantyzmu w Bydgoszczy stanowili margines życia religijnego, a ci którzy przetrwali – kult odprawiali prywatnie w domach.
W 1555 r. Zygmunt August wydał nadto dekret nakazujący opuszczenie Bydgoszczy przez Żydów. Był on w konsekwencji przyczyną powstania dużej gminy żydowskiej w sąsiednim Fordonie, który z czasem nabrał wręcz charakteru miasteczka żydowskiego (XVII–XVIII w.).

## Wizyty królów
Zimę 1577 r. spędził na bydgoskim zamku król Stefan Batory, który prowadził pertraktacje ze zbuntowanym Gdańskiem. W tym czasie wydał on szereg przywilejów dla miasta.
Kolejną wizytę królewską przeżyła Bydgoszcz w 1623 r., kiedy odwiedził ją Zygmunt III Waza ze swym synem Władysławem.

## Bydgoszcz w XVI–XVII w.

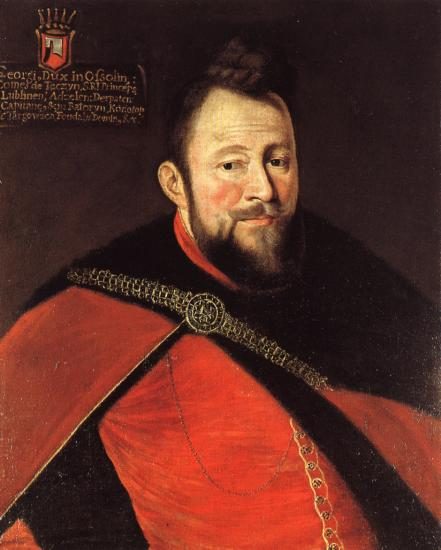
Wielki kanclerz koronny Jerzy Ossoliński (1595-1650) – najsłynniejszy bydgoski starosta

Rok 1620 uznaje się na ogół za punkt kulminacyjny rozwoju Bydgoszczy przedrozbiorowej. Liczyła ona wtedy ok. 5 tys. mieszkańców wraz z przedmieściami i była jednym z ruchliwszych miast handlowych w Koronie. Bydgoskie starostwo, doskonale uposażone m.in. w liczne młyny napędzane prądem rzeki, było uznawane za stosunkowo bogate. W związku z tym uzyskiwali je czasem faworyci królewscy. Najsłynniejszym bydgoskim starostą był kanclerz wielki koronny Jerzy Ossoliński (na starostwie w latach 1633–1650). Ufundował on m.in. kolegum i kościół jezuitów w Bydgoszczy, odnowił zamek i otoczył go bastionami, uzyskał od Władysława IV kolejne przywileje handlowe dla miasta, zorganizował policję miejską.
Miasto otoczone było od południa murem obronnym z czterema basztami, a z pozostałych stron ciekami wodnymi. W murze osadzone były trzy główne bramy miejskie: Kujawska (1523 r.), Poznańska i Gdańska oraz tzw. Bramka wiodąca na zamek. Miasto lokacyjne otaczały cztery przedmieścia: Kujawskie, Poznańskie, Gdańskie oraz Okole. W obrębie murów miejskich znajdowały się trzy świątynie: miejska fara (1346 r.) oraz kościoły klasztorne: karmelitów (1397 r.) i jezuitów (1617 r.) Na przedmieściach znajdowały się kolejne kościoły klasztorne: bernardynów (1480 r.) i klarysek (1615 r.), kościoły filialne: św. Idziego (XIII w.), św. Trójcy (1576 r.) oraz kościoły szpitalne: św. Ducha (1448 r.), św. Stanisława (1529 r.) i św. Krzyża (1550 r.).
W 1515 r. wystawiono na rynku okazały renesansowy ratusz z wysoką wieżą – dominantą miasta. Kolejnym reprezentacyjnym obiektem był zbudowany w latach 1620–1648 kościół jezuitów z dwoma 40-metrowymi wieżami. Większość tych obiektów nie istnieje, gdyż nie przetrwały wyburzeń pruskich z XIX wieku, powiększonych jeszcze przez hitlerowców w 1940 r.
W ludności Bydgoszczy zdecydowanie przeważali Polacy, ale istniała też kolonia niemiecka, szkocka, a także pojedyncze rodziny włoskie. Co kilkadziesiąt lat trapiły miasto zarazy (1585, 1602), po których jednak miasto odradzało się demograficznie.
Patrycjat bydgoski tworzyli w większości bogaci kupcy zbożowi, którzy przez szereg nieraz kadencji piastowali obowiązki burmistrzów, rajców, czy ławników. Posiadali oni niejednokrotnie wielkie dobra ziemskie (wsie), np. rodziny Łochowskich czy Myślęckich.

## Rola handlu w Bydgoszczy

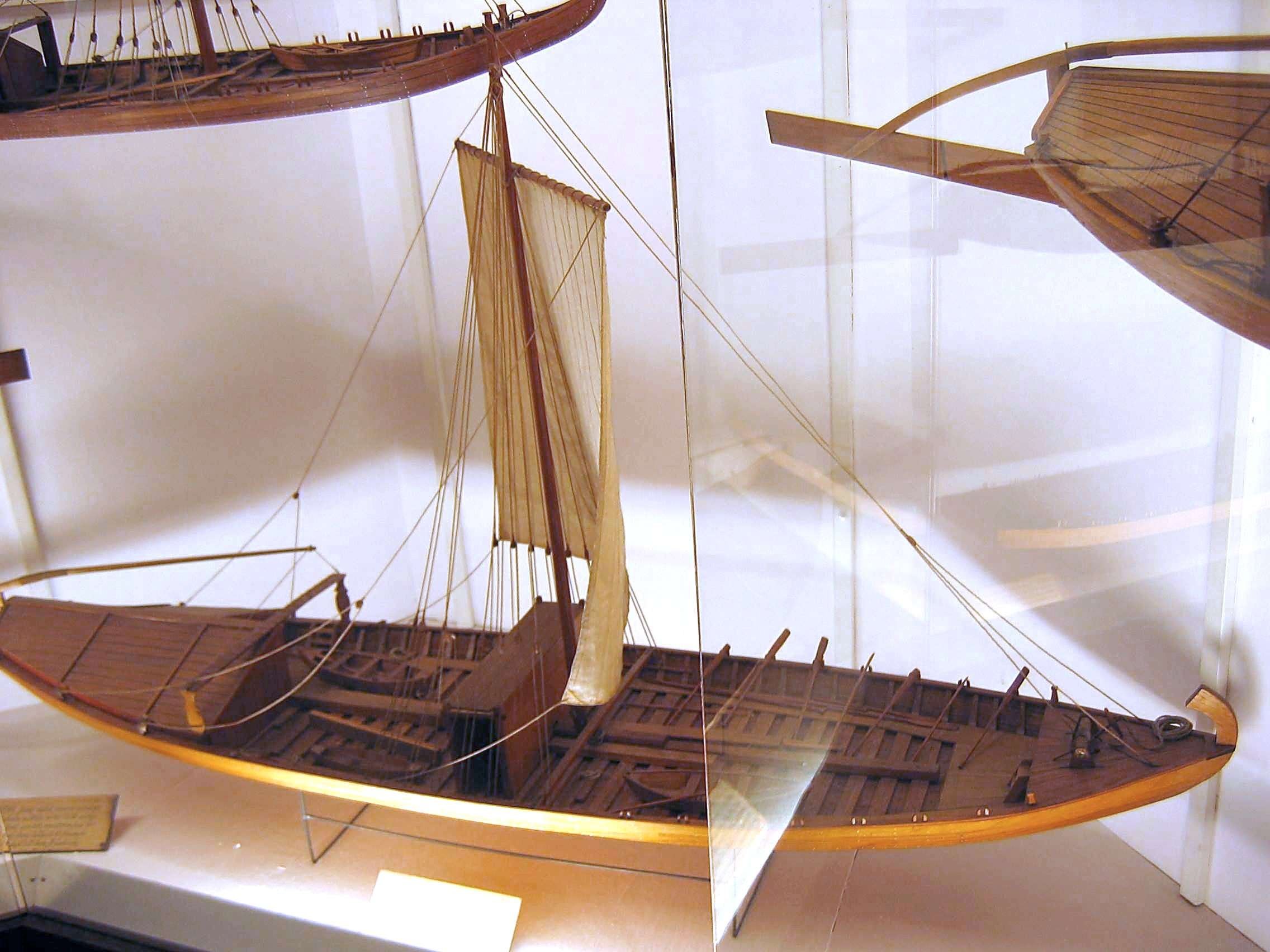
Szkuta żaglowa używana w XVI–XVIII w.

Na szczególną uwagę zasługuje rola handlowa Bydgoszczy w tranzycie towarów do Gdańska.
Od XV do połowy XVII wieku Bydgoszcz była jednym z największych miejskich ośrodków handlu zbożowego w Polsce wyprzedzając znacznie inne miasta kujawskie, pomorskie, mazowieckie, małopolskie, a nawet pruskie. W latach 1564–1573, dla których zachowały się dokładne dane, z Bydgoszczy spławiano średnio rocznie 2030 łasztów zboża i mąki. Według liczby statków zarejestrowanych w komorze wiślanej w Białej Górze nad Nogatem wynika, że w 1579 r. 15% (co szósty) statek zdążający do Gdańska miał port macierzysty w Bydgoszczy.
Natomiast dane z 1588 r. mówią o 187 statkach bydgoskich, co dawało udział ok. 9% (co jedenasty) w całkowitej liczbie jednostek na dolnej Wiśle. W drodze powrotnej przywożono luksusowe towary zamorskie nabywane w Gdańsku, które w Bydgoszczy z kolei nabywała szlachta, zjeżdżająca tu nawet z dalszych okolic.
Dochody ze spławu czerpał co dziesiąty mieszkaniec miasta, a najbogatsi kupcy zbożowi piastowali najważniejsze stanowiska w samorządzie miejskim.
W mieście pobudowano liczne spichlerze do magazynowania zboża. Nie wszystkie należały do mieszczan, lecz również do szlachty, gdańszczan, czy też biskupstwa. Spław prowadzony Brdą został zmonopolizowany przez mieszczan dopiero po 1637 r., kiedy uzyskano przywilej od króla Władysława IV.
Według danych zebranych z lat 1588–1670, najwięcej zboża przywożono do Bydgoszczy z północnych i zachodnich Kujaw (powiat bydgoski i część inowrocławskiego), południowego skraju Pomorza Gdańskiego oraz sporej części Wielkopolski: całej Krajny, Pałuk, powiatu kcyńskiego i gnieźnieńskiego, oraz powiatów: wałeckiego i wschodnich rejonów powiatów pyzdrskiego i poznańskiego.
W XVI i XVII wieku prowadzono także w Bydgoszczy handel lądowy z Gdańskiem. Towarami były przede wszystkim zwierzęta hodowlane: bydło, wieprze, owce, a także wełna, sukno i chmiel. Bydgoszcz leżała na jednej z głównych „dróg wołowych”, którą pędzono bydło z Małopolski, Rusi i Ukrainy do Gdańska. Ożywione „lądowe” kontakty handlowe miała także Bydgoszcz z Toruniem (handel piwem, gorzałką, miodem, solą, skórami, wełną, wyrobami metalowymi), Poznaniem i Krakowem. Rozwojowi handlu sprzyjało tranzytowe położenie Bydgoszczy na szlaku śląsko-pomorskim (z Wrocławia do Gdańska)
W XVII wieku rozgorzała walka handlowa między szlachtą a mieszczaniami o „wolny brzeg”. Szlachta wielkopolska usiłowała uniknąć pośrednictwa kupców bydgoskich i próbowała sama wysyłać zboże do Gdańska magazynując je we własnych spichlerzach we wsiach szlacheckich nad Brdą i Wisłą (Bartodzieje, Siersko). Gdy te starania nie przynosiły rezultatu, wojewoda poznański podjął próby założenia u boku Bydgoszczy miasta szlacheckiego Grudzieniec. Nawet to posunięcie nie zakończyło się jednak sukcesem.
Mimo wielu prób naruszania praw handlowych Bydgoszczy przez różnych konkurentów (Toruń, szlachta wielkopolska, spory z mieszczaństwem gdańskim), bydgoszczanie przez stulecia potrafili wykorzystywać posiadane uprawnienia i bronić swej pozycji w handlu i żegludze wiślanej. Dopiero potop szwedzki poważnie podciął kontakty handlowe bydgosko-gdańskie.

## Rola rzemiosła w Bydgoszczy
Charakter bydgoskiej gospodarki oparty był bardzo wyraźnie na handlu. Rola rzemiosła była mniejsza niż w wielkich polskich miastach.
Jednakże w końcu XVI w. liczba cechów rzemieślniczych sięgała 21 (jednocześnie maksymalnie 15), a w mieście i na przedmieściach uprawiano jednocześnie ok. 80 zawodów.
Jednym z ważniejszych i najstarszych był cech zdunów-garncarzy (1466 r.) opierający swą egzystencję na bogatych pokładach glinki w okolicy podbydgoskiej. Produkcja garncarska była rozwinięta w Bydgoszczy na wielką skalę. Bydgoskie wyroby były znane i cenione na terenie Rzeczypospolitej, a nawet eksportowane za granicę z portu gdańskiego.
Sebastian Klonowic w poemacie Flis, w którym notował wrażenia z żeglugi Wisłą do Gdańska (w 1595 r.) tak opisał Brdyujście:
„(...) Brda sobą Wisłę wspiera ku północy,
już w ksieńcu będąc, czuje się na mocy.
Dogadza matka, ciocia starsza corze
W bystrym uporze.
Tamże też uściem ujźrzysz, ano góry
Haniebne z garnców niosą wodne fóry,
Które prowadzą z Bydgości zdunowie,
Jak olbrzymowie”
Gdy całkiem nieśli z gruntu wyważone
Skały tesalskie, które ułożone,
Jedna na drugą do niebieskich progów,
Sięgały bogów (...).”
Oprócz spławu i rzemiosła, miasto żyło z handlu lądowego uprawianego przez kupców-detalistów (na cotygodniowych targach oraz jarmarkach organizowanych w Bydgoszczy trzy, a od XVII w. pięć razy do roku) oraz z działalności zakładów o walorach manufaktur.
Należały do nich: skład solny (1520 r.), warzelnia soli wielickiej i bocheńskiej (1579–1612), mennica (1594–1688), a w połowie XVII w. papiernia na przedmieściu Czyżkówko.
Na szczególną uwagę zasługuje powstała w 1594 r. mennica, początkowo prywatna, później państwowa wraz z wielkim zespołem zabudowań. Monety bito w niej z przerwami w latach 1594–1688. Już na początku XVII wieku bydgoski zakład był co najmniej równy mennicom w Poznaniu i Wschowie, a nawet być może największą tego typu manufakturą w kraju. Od 1627 r. po 1644 r. mennica bydgoska była jedynym tego typu zakładem czynnym na terenie Korony, a najlepszy okres działalności przeżywała w latach 1613–1632. Bito wtedy najróżniejsze odmiany pieniędzy: od drobnych monet po największe okazy, nawet dla miasta Florencji we Włoszech. W 1621 roku wybito w Bydgoszczy jedne z największych do dzisiaj złotych monet w Europie – słynne 100 dukatów Zygmunta III Wazy – nagroda za bohaterstwo w bitwie z Turkami pod Chocimiem. Bydgoska studukatówka sprzedana na aukcji CNG w styczniu 2018 za 2,16 mln dolarów jest najdroższą monetą polską w historii. Z kolei w latach 1663–1668 wybijano masowo podwartościowe monety srebrne – tymfy.

## Oświata, kultura i nauka
W Bydgoszczy istniała szkoła parafialna oraz szkoły klasztorne: karmelitów, klarysek i bernardyńskie studium filozoficzne.
Charakter szkoły średniej posiadało gimnazjum (kwestia sporna, 1599-1650) oraz kolegium jezuickie.
W zakresie kultury szczególnie wyróżniali się bernardyni, którzy byli podstawą do stworzenia w Bydgoszczy środowiska o większych ambicjach intelektualnych. Przez lata stworzyli ono bogatą bibliotekę, która częściowo przetrwała do dzisiaj (ok. 1600 dzieł).
Najwybitniejszym bernardynem był rodowity bydgoszczanin Stanisław, po wstąpieniu do zakonu zwany Bartłomiejem z Bydgoszczy (1475-1548). Był studentem Uniwersytetu Jagiellońskiego, który ukończył w 1505 r. Jego najwybitniejszą pracą był pierwszy słownik łacińsko-polski (1532 r.), w którym zawarł tłumaczenia blisko 5 tys. haseł.
Kolejne środowisko kulturotwórcze stworzyli w Bydgoszczy jezuici (od 1617 r.) Stworzyli oni teatr szkolny, bursę muzyczną i kapelę.
W budynku kolegium znajdowała się sala teatralna ze sceną sukcesywną, która mogła pomieścić ok. 300 widzów.